# کارلوس لیما
کارلوس لیما (انگلیسی: Carlos Lima؛ زادهٔ ۲۰ سپتامبر ۱۹۸۳) بازیکن فوتبال اهل کیپ ورد است.
از باشگاه‌هایی که در آن بازی کرده‌است می‌توان به تیم ملی فوتبال کیپ ورد اشاره کرد.